# Ozonosfera
Ozonosfera je del atmosfere in se nahaja 25–50 km od zemeljskega površja v stratosferi. Debela je skromnih 3 mm in nas v prvi vrsti varuje pred UV žarki, škodljivimi za mnoga bitja in uravnava temperaturo zemeljskega površja in atmosfere.

## Kaj uničuje ozonsko plast in povečuje ozonsko luknjo?
Znanstveniki so odkrili, da večino ozonske luknje povečuje skupina plinov imenovana CFC oz. klorofloroogljikovodiki ali freoni. 
Freoni so bili zaradi nizke reaktivnosti v uporabi v klimatskih napravah, hladilnikih, sprejih, zmrzovalnih skrinjah…, a je po letu 2000 skoraj popolnoma prepovedana uporaba teh škodljivih plinov. Vendar CFC plini ostanejo v atmosferi še dolgo časa.
Ozonska luknja je najbolj izrazita na južni polobli in sicer nad Antarktiko, tam ob koncu zime in na začetku pomladi (od avgusta do novembra) ozon na višini med 14 do 21 km skoraj povsem izgine. Tudi nad severno poloblo se ob koncu zime ozonska plast v zmernih širinah in više proti severu stanjša, vendar bistveno manj kot nad južnim polom. Ozonska luknja se iz leta v leto spreminja tako po obsegu, trajanju in tudi po količini uničenega ozona. Razlike so odvisne od velikosti in jakosti zračnega vrtinca nad polarnim območjem ter od temperature in prisotnosti ledenih kristalčkov.

## Kako UV sevanje deluje na zdravje ljudi?
Prevelika doza UV sevanja slabi imunski sistem, škoduje očem in koži (pospeši njeno staranje, povzroča opekline, kožnega raka, ki je v večini primerov benigna tvorba). Ten kože določa vašo dovzetnost (svetlopolti ljudje so bolj občutljivi od temnopoltih), način obnašanja (nošenje širokokrajnih pokrival, opoldansko zadrževanje v prostorih, kvalitetna zaščitna sredstva za sončenje) pa vpliva na sprejeto količino UV sevanja. V zmernih količinah ima ultravijolično sevanje tudi koristne učinke, npr.:ugodno deluje na psihično počutje, sodeluje v procesu nastajanja vitamina D, uporabljajo pa ga tudi za zdravljenje kožnih bolezni.